# Hippopsicon simile
Hippopsicon simile là một loài bọ cánh cứng trong họ Cerambycidae.